# Klášterní most (Zákupy)
Klášterní most (uváděn dříve německy jako die Klosterbrücke) na okraji Mírového náměstí v Zákupech byl původně mostem přes Svitavku na cestě k bývalému klášteru kapucínů. Je chráněn jako kulturní památka České republiky včetně dvou řad soch.

## Historie
Kapucínský klášter byl v Zákupech postaven v roce 1681. Od zákupského zámku jej dělila říčka Svitavka, tekla tehdy jinde než dnes poblíž vchodu do kláštera a přemostil ji kamenný most. Nyní je nový most o 250 metrů dál v Gagarinově ulici. Mezi roky 1910–1920 bylo koryto pod mostem zasypáno. Klášter byl nedobrovolně po roce 1950 opuštěn a začal chátrat. Také sochy na mostě postupně zvětraly a byly po roce 1950 poničeny vandaly. 
Spolu se sochami byl most od roku 1965 zapsán do soupisu celostátně chráněných kulturních památek pod číslem 17766/5-3441.
Na konci jara 2014 Rada města Zákupy schválila zahájení zadávacího řízení pro opravu soch včetně složení hodnotící komise.
V roce 2016 byly díky dotaci z Ministerstva kultury sochy i svrchní těleso mostu opraveny.

## Sochy mostu

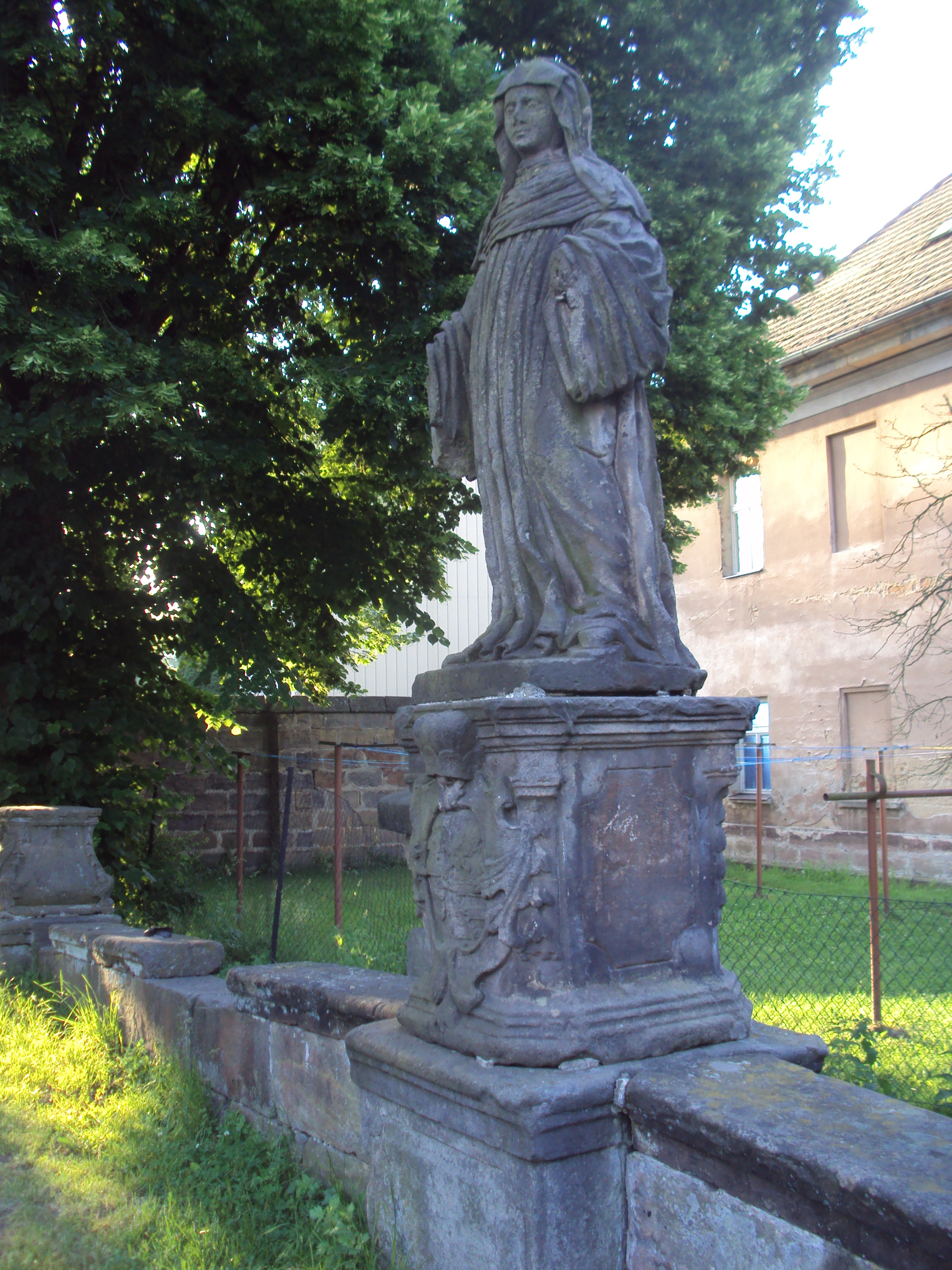
Jedna ze soch na mostě

Na mostě jsou sochy svatého Blažeje,  Valentina, Prokopa, Walburgy, Kosmy a Damiána.